# Hydriomena lineata
Hydriomena lineata là một loài bướm đêm trong họ Geometridae.